# USS Borie (DD-215)
Pour les autres navires du même nom, voir USS Borie.
L'USS Borie (DD-215) était un destroyer de classe Clemson en service dans l'United States Navy pendant la Seconde Guerre mondiale. Il fut le premier navire baptisé sous le nom de Adolph E. Borie, un secrétaire à la Marine des États-Unis décédé en 1880.
Il servit en mer Noire, en Asie et dans les Caraïbes durant l'entre-deux-guerres et participa à la bataille de l'Atlantique pendant de la Seconde Guerre mondiale, où il escorte et protège les navires marchands Alliés contre les attaques incessantes des U-boots allemands. Lors de ces opérations, l'équipage fut décoré de la Presidential Unit Citation pour ses « performances extraordinaires ». Le Borie s'est également distingué lors de son combat final avec l'U-405 en novembre 1943. Trop endommagé, il fut sabordé par un avion américain au milieu de l'Atlantique Nord.

## Construction
Sa quille a été posée le 30 avril 1919 au chantier William Cramp and Sons à Philadelphie, en Pennsylvanie. Il est lancé le 4 octobre 1919, parrainé par Patty Borie, nièce de Adolph E. Borie, et mis en service le 24 mars 1920 sous le Lieutenant commander E. F. Clement.

## Historique
En avril 1920, il rejoint le détachement naval dans les eaux turques pour opérer en mer Noire. L'année suivante, il rejoint la 38e division de destroyers de l'United States Asiatic Fleet pour rejoindre les Philippines durant l'hiver puis Chefoo et Shanghai, en Chine, au cours de l'été. De retour aux États-Unis, le navire opère dans les Caraïbes jusqu'au printemps 1927, date à laquelle il part pour une croisière en Europe. Le Borie opère dans l'United States Fleet Forces Command jusqu'en 1929 avant de débuter une tournée de trois ans avec l'United States Asiatic Fleet.
Dans les années 1930, il rejoint la 2e escadre de destroyers de la Battle Force. Il opère dans le Pacifique jusqu'à la fin 1939, puis transite par le canal de Panama pour rejoindre la Neutrality Patrol. En décembre 1941, il devient navire amiral de la 67e division de destroyers, succédant à l'USS Goff (en). Le 15 juin 1942, il sauve des survivants de l'USAT Merrimac, torpillé quelques instants avant.
Après son retour à Philadelphie en novembre 1942, le Borie fait route pour la Nouvelle-Orléans pour une refonte, avant d'être réaffecté aux Caraïbes. Début 1943, il patrouille entre Trinité et Recife en escortant des convois. À partir de mai 1943, il est affecté au groupe de lutte anti-sous-marine Task Group hunter-killer 21.14. Après trois patrouilles d'escorte de convois et de lutte contre les sous-marins allemands, le Task Group 21.14 est décoré de la Presidential Unit Citation pour ses actions au cours de ces opérations.
Au cours de sa quatrième patrouille, le 31 octobre à 19 h 43, le Borie obtient un contact radar du U-256 et l'endommage avec deux charges de profondeur. Le 1er novembre à 01 h 53, il localise l’U-405 et lui lance des charges de profondeur, ce qui fait remonter le sous-marin. Le destroyer l'éperonna et des échanges de coups de feu eurent lieu. Ce fut un combat naval unique, car des armes de petits calibres à très courte portée furent utilisées. Dans la lutte qui s'ensuivit, une dizaine de marins allemands périrent lors de tentatives désespérées d'utiliser le canon de pont de 8,8 cm SK C/35. À ce stade, environ 35 des 49 membres d'équipage furent tués ou perdus en mer. Le Borie fut également gravement endommagé, tandis que le sous-marin était encore capable de manœuvrer à vitesse réduite malgré la tempête.

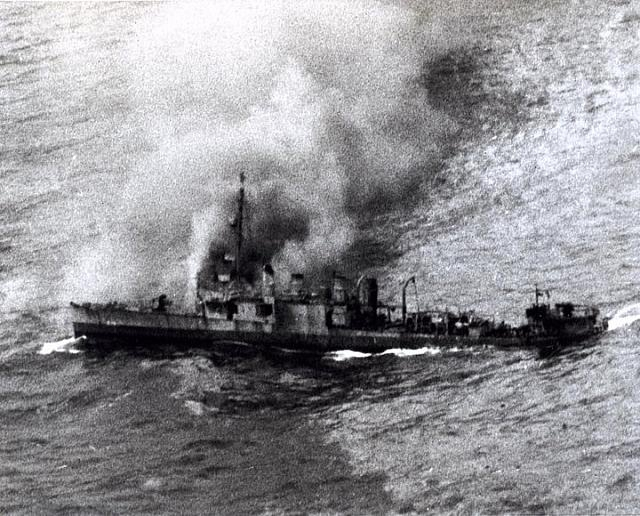
Naufrage de l'USS Borie le lendemain de la bataille contre lU-405, le 2 novembre 1943.

Les 14 marins restant signalèrent leurs reddition lorsque le sous-marin commença à couler. L'amiral Hutchins donna l'ordre de cesser le feu et de les secourir, mais le sous-marin coula par la poupe, en raison de la mer déchaînée, à la position 49° 00′ N, 31° 14′ O, emportant le reste de son équipage, sans aucun survivant.
Le Borie perd trois officiers et 27 membres d'équipage pendant la bataille. Trop endommagé par l'éperonnage pour être remorqué jusqu'au port, l'équipage abandonne le navire avant qu'il soit sabordé le 2 novembre à 9 h 55 par une bombe de 500 kg larguée d'un TBF Avenger américain.

## Récompenses
Le Borie a reçu trois Battle star et un Presidential Unit Citation pour son service dans la Seconde Guerre mondiale. Lors de la bataille finale, le navire et ses membres d'équipage ont reçu trois Navy Cross, deux Silver Star et une Legion of Merit.